# Syzygium praecox
Syzygium praecox är en myrtenväxtart som först beskrevs av William Roxburgh, och fick sitt nu gällande namn av N.C. Rathakrishnan och N.Chandrasekharan Nair. Syzygium praecox ingår i släktet Syzygium och familjen myrtenväxter. Inga underarter finns listade i Catalogue of Life.